# Венло
Венло (хол. Venlo) је град Холандији у покрајини Лимбург. Према процени из 2008. у граду је живело 91.899 становника.

## Становништво
Према процени, у граду је 2008. живело 89.598 становника.
| 1980.  | 1990.  | 2000.  | 2008.  |
| ------ | ------ | ------ | ------ |
| 85.363 | 88.175 | 89.598 | 91.899 |

## Партнерски градови
- Клагенфурт
- Крефелд
- Горица